# Bataille de Varsovie (1920)
Pour les articles homonymes, voir Bataille de Varsovie.
Guerre russo-polonaise
Batailles
- Offensive vers l'Ouest
- Opération Minsk
- Daugavpils
- Letychiv
- Koziatyn
- Opération Kiev
- Radzymin
- Varsovie
- Komarów
- Rivière Niémen

La bataille de Varsovie (août 1920), aussi connue sous le nom du « Miracle de la Vistule » (Cud nad Wisłą) fut la bataille décisive de la guerre russo-polonaise (1919-1920), qui débuta après la fin de la Première Guerre mondiale. Elle fut remportée par les troupes polonaises de Józef Piłsudski sur l'armée bolchevique commandée par Mikhaïl Toukhatchevski.

## Présentation
La guerre polono-soviétique de 1919-1920 oppose la Russie bolchévique à la Pologne qui retrouve en 1918, après la Première Guerre mondiale son indépendance. Les Polonais combattent pour défendre leur indépendance, perdue depuis 1795. Les Bolchéviks étaient les maîtres de la Russie depuis la Révolution d'octobre 1917 et donc d'une partie de la Pologne.
La Pologne obtient son indépendance de facto le 11 novembre 1918, par le retrait imposé par l'armistice aux unités d'occupation allemande et austro-hongroise. La Deuxième République Polonaise peut émerger. Le  Petit traité de Versailles, appelé traité des minorités polonaises, signé à Versailles le 28 juin 1919, trace entre l'Allemagne et la Pologne une frontière mais élude le problème de la frontière orientale de cet État ainsi reconstitué. De ce fait, sur les limites orientales de cette République Polonaise, les Alliés laissant le champ libre aux faits d'armes entre les différentes armées qui s'affrontent sur le terrain. 

## Prélude à la bataille

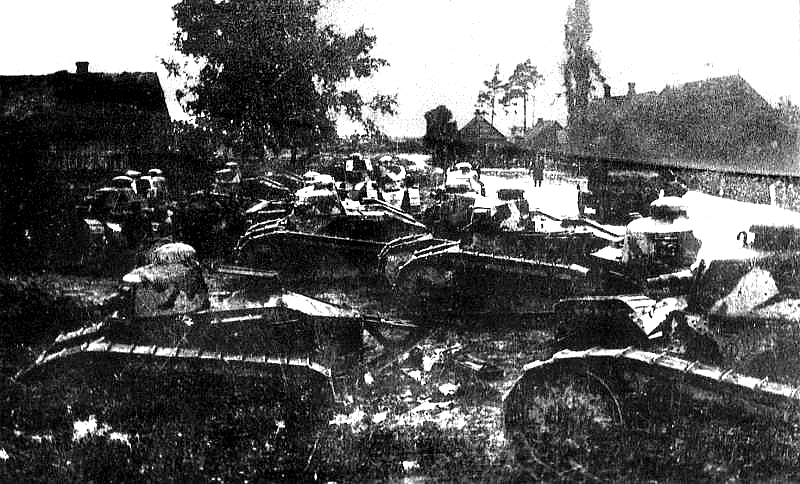
Char Renault FT du 1er régiment de chars de l'armée polonaise durant la bataille de Varsovie.

À la suite de ces victoires de l'Armée rouge sur les Russes blancs assistés par les puissances occidentales, Vladimir Lénine, chef du nouveau gouvernement de la Russie communiste, est optimiste. Son armée, l'armée rouge, tente, au fur et à mesure des retraits (imposés par l'armistice) des forces allemandes et austro-hongroises de récupérer les territoires perdus par la Russie pendant la Première Guerre mondiale. Pour Lénine, la Pologne est aussi la route la plus courte vers Berlin pour y soutenir la future révolution prolétarienne qu'il appelle de ses vœux.
En avril 1920, une offensive polonaise vers l'Ukraine appelée opération Kiev est lancée. Kiev est occupée par une armée polonaise commandée par le général Edward Rydz-Śmigły. Mais cette avancée est stoppée lorsque le commandement polonais est informé d'une offensive massive de l'armée rouge plus au nord. En effet, le commandant de l'armée rouge du Front Nord-Ouest, Mikhaïl Toukhatchevski, a entamé le 4 juillet 1920 une offensive en direction de Varsovie avec une forte supériorité numérique. Pour Mikhaïl Toukhatchevski, « la route de l'incendie mondial passe sur le cadavre de la Pologne. ». Les batailles décisives commencent au nord des marais du Pripiat.
Le 14 juillet 1920, l'armée rouge, aidées par ses alliés lituaniens, reprennent Wilno, puis le 19 juillet Grodno. L'armée rouge se trouve maintenant en position d'envahir la Pologne. Son commissaire de guerre Léon Trotsky est contre la poursuite de l'opération, mais Lénine décide de la prolonger. Le 16 août 1920, l'armée rouge arrive sur la ligne ferroviaire reliant Lidzbark à Dęblin. Les Polonais retranchés dans Modlin complètent la ligne de défense de Varsovie.
Le commandement polonais est conseillé par 400 officiers d'une mission militaire française conduite par Paul Prosper Henrys, dont le futur Général de Gaulle qui n’y reste sur place que six jours, et également par une mission militaire britannique de moindre importance. Ces officiers, répartis dans les instances du commandement polonais jouent un rôle important dans la formation des cadres militaires polonais, l'amélioration de l'organisation et de la logistique,. 
De plus, dès le début de l'avance de l'armée rouge, Pilsudski a réclamé des renforts en matériel de guerre qui sont acheminés d'urgence. Les formations en retraite sont complétées et rééquipées.
Devant l'enchaînement des défaites, l’épiscopat polonais participe à la mobilisation des territoires polonais en faisant lire dans les églises les appels des autorités polonaises à la mobilisation et en faisant prier pour une victoire polonaise. Le 15 août, jour de l’Assomption, ils sont exaucés, d'où le nom de « miracle sur la Vistule » donné par les catholiques polonais à cette bataille,.

## La bataille

Positions des troupes avant la bataille

La défense de Varsovie est constituée de deux lignes de défenses commandées par le général Franciszek Latinik. La première ligne court le long de la rivière Rządza par Wołomin vers Okuniew et la deuxième ligne de Pustelnik vers Kobyłka. Dans les environs de Jabłonna, la 10e division d'infanterie est laissée en réserve.
Toukhatchevski continue à avancer vers l'ouest. Mais une partie de ces troupes, la 1ère armée de cavalerie de Semion Boudienny s'est séparée de l'axe principal d'attaque pour tenter de prendre Lwów (désormais appelée Lviv, en Ukraine) sous l'impulsion d'un commissaire politique encore peu connu, Joseph Staline, qui recherche un succès personnel. C'est un échec complet. Par contre, les autres forces de Toukhatchevski sont aux portes de Varsovie et ont pour projet de traverser la Vistule à Płock, légèrement au nord-ouest de Varsovie, afin de pouvoir attaquer ses défenseurs par l'arrière.
Piłsudski, qui dirige l'armée polonaise, devine  l'intention de Toukhatchevski et repasse à l'attaque durant cette manœuvre. L'armée rouge est attaquée sur son flanc gauche par la 5e Armée. Celle-ci sort de la position défensive de la forteresse de Modlin, entre Płock et Varsovie, et passe à l'offensive. Les corps de l'armée rouge sont surpris et hésitent. La détermination des Polonais est forte. Armée polonaise puis Armée rouge contre-attaquent alternativement, les positions changent sans arrêt. Le 14 août 1920 vers midi, la 5e Armée et la 10e Division d'Infanterie de réserve entrent ensemble en action. Le 15 août, les Polonais reprennent Radzymin et Ossów. La 5e Armée du général Władysław Sikorski amène finalement les troupes de Toukhatchevski à se replier, ce qu'ils font de manière particulièrement désordonnée : c'est désormais la déroute pour eux.
Le 16 août 1920 les forces du général polonais Edward Rydz-Śmigły lancent un assaut sur la rivière Wieprz, sur l'aile gauche, toujours, et l'arrière de l'armée rouge qui est détruite. Les Polonais lancent alors une vaste offensive : une première partie des troupes se dirige vers Mozyr (Mazyr), sur le Pripiat, une deuxième partie vers Mińsk, une troisième partie vers Mazowiecki, une autre vers Brest Litovsk, une dernière enfin en direction de Siedlce. Pendant ce temps la 5e Armée polonaise du général Władysław Sikorski brise la défense de l'armée rouge à Nasielsk, obligeant les restes de ses défenseurs à se replier vers Ciechanów, et elle poursuit la 4e Armée rouge en retraite qui est détruite à Kolno le 29 août. Cinq autres divisions de l'armée rouge en déroute s'enfuient en Prusse-Orientale. Les autres sont repoussées au-delà du Niémen.

## Épilogue

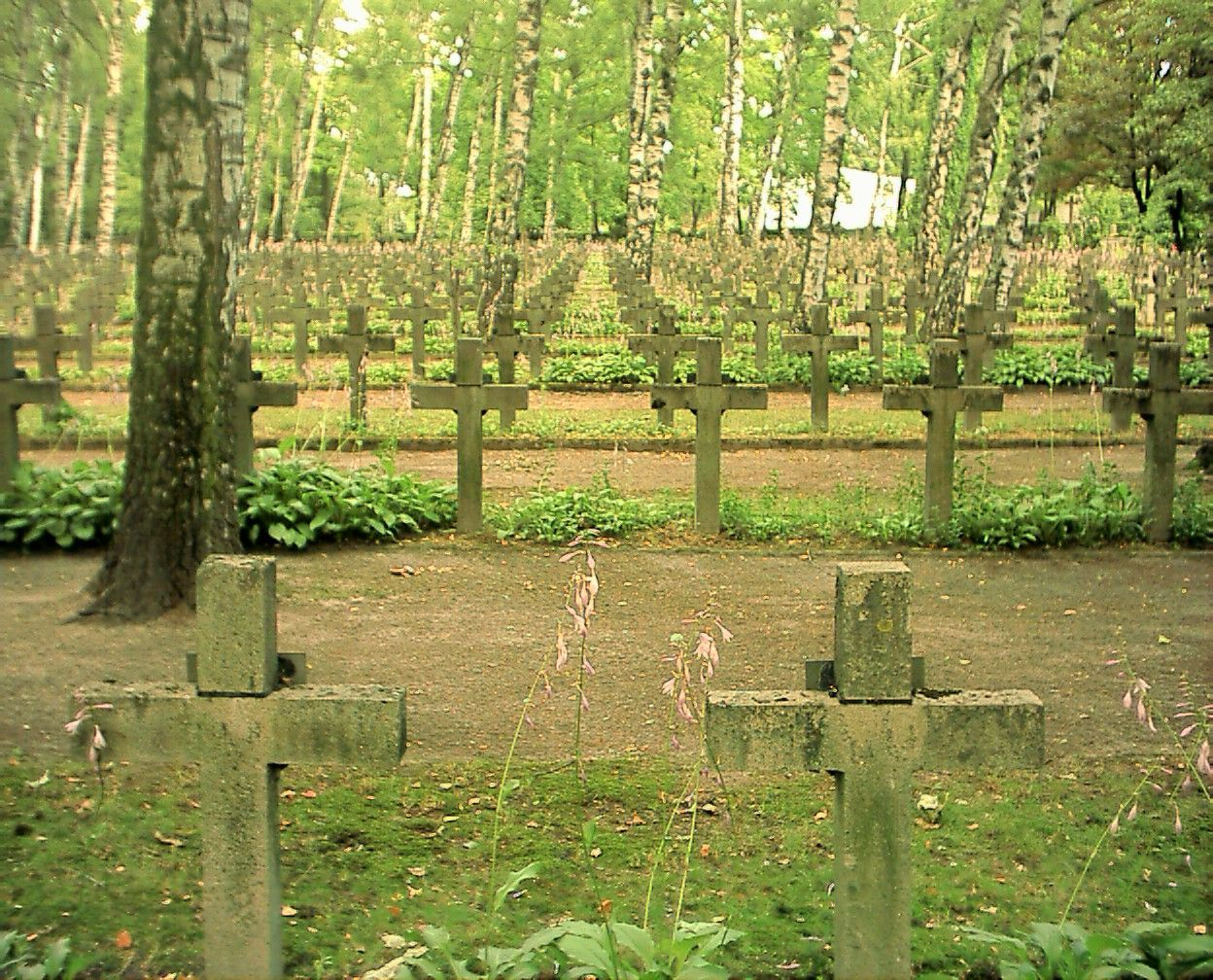
Tombes des soldats polonais tués à la bataille de Varsovie, Cimetière Powązki, Varsovie.

Les Polonais ont 66 000 prisonniers et ont pris 231 canons.
L'armée rouge a 10 000 morts, 500 disparus et 10 000 blessés. 
Les Polonais ont  4 500 morts, 22 000 blessés et 10 000 disparus.
L'échec de l'Armée rouge de la bataille de Varsovie est un coup dur pour les dirigeants de la RSFSR, surtout pour Lénine. La bataille de Varsovie détermine l'issue du conflit russo-polonais, marque l'histoire polonaise et change probablement le cours de l'histoire en Europe centrale dans l'entre-deux-guerres, en limitant l'expansion de la révolution russe.
Fin septembre, une tentative de Toukhatchevski de tenir le long de la ligne Sejny-Grodno-Volkovysk se solde par une nouvelle défaite. Un armistice est signé à Riga le 12 octobre 1920, qui précède la Paix de Riga signée le 18 mars 1921.